# ルシアン・ヴァン・インプ

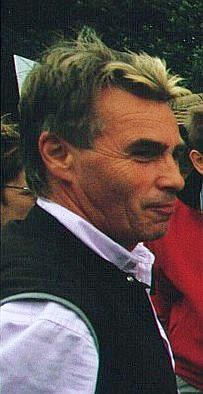
ルシアン・ヴァン・インプ

ルシアン・ヴァン・インプ（Lucien Van Impe。1946年10月20日- ）は、ベルギー・フレミング出身の元自転車競技選手。ルシアン・バンインプや原語表記に近いルシアン・ファンインプと明記する自転車競技関連Web、雑誌もある。
ツール・ド・フランスでは6度に亘り山岳賞を獲得するという実績を誇り、まさしく、キングオブマウンテンの名に相応しい山岳スペシャリストであった。

## 経歴
長らくエディ・メルクスの壁が厚く、ツールでは山岳賞こそ獲得するものの、総合成績ではベストテンの常連でありながらもなかなか優勝まではたどり着けなかった。しかしメルクスが出場しなかったとはいえ、1976年のツール・ド・フランスでは、ラルプ・デュエズのステージで首位に立ち、ピレネー超えステージで他を圧倒したことも手伝って、7度目の出場にして初めて総合優勝を果たした。また翌1977年のツール・ド・フランスではラルプ・デュエズにて伴走者と接触したことが影響し、惜しくも総合3位に終った。
ツールにおける6度の山岳賞獲得は、スペインのフェデリコ・バーモンテスと並ぶタイ記録であったが、2004年にフランスのリシャール・ビランクが7度目の山岳賞を獲得し、2人の記録を塗り替えた。
ちなみにバンインプはジロ・デ・イタリアでも2度の山岳賞を獲得しており、またツールでは15回の完走を果たしている。ツールにおける15回の完走記録は、ヨープ・ズートメルクの16回に次ぐ記録で、後にヴィアチェスラフ・エキモフが達成した。また、バンインプが1976年に優勝して以降、ベルギー国籍の選手がツール・ド・フランスにおいて総合優勝を果たしたケースはない。
なお、引退後の2001年、自らが発起人となって、ツール・ド・フランスのレース中に非業の死を遂げたトム・シンプソンの記念館をオープンさせた。

## 主な実績
1971
ツール・ド・フランス 山岳賞（1回目）。総合3位
1972
ツール・ド・フランス 山岳賞（2回目）
1975
ツール・ド・フランス 山岳賞（3回目）。総合3位
1976
ツール・ド・フランス 総合優勝
1977
ツール・ド・フランス 山岳賞（4回目）。総合3位
ツール・ド・スイス 総合2位
1981
ツール・ド・フランス  山岳賞（5回目）。総合2位
1982
ジロ・デ・イタリア 山岳賞（1回目）
1983
ジロ・デ・イタリア 山岳賞（2回目）
ベルギー国内選手権 優勝
ツール・ド・フランス  山岳賞（6回目）

## ツール・ド・フランス総合成績
- 1969年 - 12位
- 1970年 - 6位
- 1971年 - 3位
- 1972年 - 4位
- 1973年 - 5位
- 1974年 - 18位
- 1975年 - 3位
- 1976年 - 優勝
- 1977年 - 3位
- 1978年 - 9位
- 1979年 - 11位
- 1980年 - 16位
- 1981年 - 2位
- 1983年 - 4位
- 1985年 - 27位